# Henry Constable
Henry Constable (* 1562 in England; † 1613 in Liège, Belgien) war ein englischer Dichter.

## Leben
Henry Constable war der Sohn des Soldaten und Politikers Sir Robert Constable (um 1522–1591) und Christiana Dabridgecourt. Er wurde in Cambridge ausgebildet. Nachdem er zum römisch-katholischen Glauben konvertierte, emigrierte er nach Paris. Dort war er für katholische Kräfte tätig.
Im Jahr 1592 veröffentlichte er „Diana“ eine Sammlung von Sonetten. Weitere bekannte Werke sind „Diaphenia“ und eine Fassung von „Venus und Adonis“
Sein Stil wird als leidenschaftlich und farbenfroh beschrieben.